# ジョージ・ハーヴィー (第2代ブリストル伯爵)

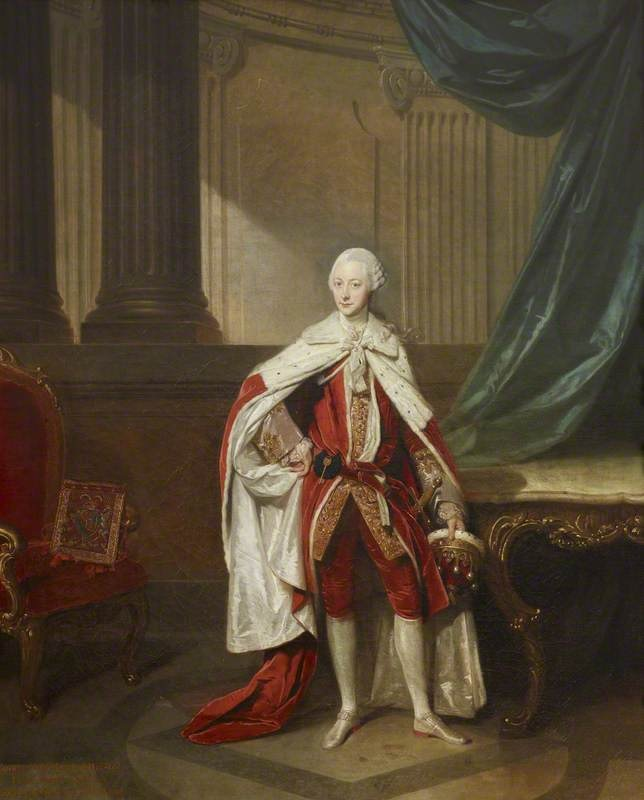
第2代ブリストル伯爵、ヨハン・ツォファニー作、1765年頃。

第2代ブリストル伯爵ジョージ・ウィリアム・ハーヴィー（英語: George William Hervey, 2nd Earl of Bristol、1721年8月3日 – 1775年3月18日）は、グレートブリテン王国の貴族、政治家。アイルランド総督、王璽尚書を歴任した。

## 生涯
第2代ハーヴィー男爵ジョン・ハーヴィーと妻メアリー（1706年9月26日 – 1768年9月2日、旧姓レペル、ニコラス・レペルの娘）の長男として、1721年8月3日に生まれた。1739年から1742年まで従軍した後、1743年8月5日に父が死去すると、ハーヴィー男爵位を継承、同年12月1日に貴族院議員に就任した。1751年1月20日に祖父ジョンが死去すると、ブリストル伯爵位を継承した。
1755年にイギリスの特命公使としてトリノに派遣された。1758年から1761年までマドリード駐在イギリス大使であり、難しい状況にありながらよく務めた。七年戦争でスペインがイギリスに宣戦布告すると退任した。政治では大ピットを支持した。
1766年9月26日に枢密顧問官に任命された。同年にアイルランド総督に短期間就任したが、その間にアイルランドを訪れることはなかった。ただし、16,000ポンドの年俸と3,000ポンドの総督手当てはそのまま受け取った。1768年11月から1770年2月まで王璽尚書を務めた後、1770年にジョージ3世の宮内官になり、1775年まで務めた。
1775年3月18日に障害未婚のままバースで病死、26日にイックワースで埋葬された。弟オーガスタス・ジョンが爵位を継承した。『ザ・ジェントルマンズ・マガジン』によれば、死去時点で弟に年収2万ポンド相当の地所を残したという。